# De oorsprong van het kapitalisme
De oorsprong van het kapitalisme is een boek dat de geschiedenis van het kapitalisme beschrijft. Het werd in 1999 geschreven door politiek theoreticus Ellen Meiksins Wood. 
Wood maakt een synthese van verscheidene decennia aan intensief debat over het onderwerp. In tegenstelling tot haar voorgangers, stelt Wood dat het ontstaan van het kapitalisme geen natuurlijk, noch onvermijdelijk gevolg is van menselijke activiteit. Pas bij het samenkomen van een specifieke set historische omstandigheden kwam deze sociale vorm tot stand in het vroeg-moderne Engeland.
Met deze premisse levert het werk niet alleen een belangrijke academische bijdrage maar krijgt het ook een duidelijk politiek karakter. Het biedt de lezer 'een beter begrip van het wezen van onze maatschappelijke verhoudingen en van de huidige fase waarin het kapitalisme verkeert' aldus Rob Gerretsen in De Internationale.

## Edities
Het boek werd voor het eerste gepubliceerd in 1999 door de Monthly Review Press. In 2002 werd een herziene versie door Verso Books gepubliceerd met als ondertitel "A Longer View". In 2013 en 2017 verscheen een herdruk.